# النهير (الطرفاية)
النهير هو دُوَّار يقع بجماعة لمجاعرة، إقليم وزان، جهة طنجة تطوان الحسيمة في المملكة المغربية. ينتمي الدوّار لمشيخة الطرفاية التي تضم 5 دواوير. يقدر عدد سكانه بـ 742 نسمة حسب الإحصاء الرسمي للسكان والسكنى لسنة 2004.

## روابط خارجية
- البوابة الوطنية للجماعات الترابية
- المندوبية السامية للتخطيط